# Pycnanthemum setosum
Pycnanthemum setosum är en kransblommig växtart som beskrevs av Thomas Nuttall. Pycnanthemum setosum ingår i släktet Pycnanthemum och familjen kransblommiga växter. Inga underarter finns listade i Catalogue of Life.

## Bildgalleri

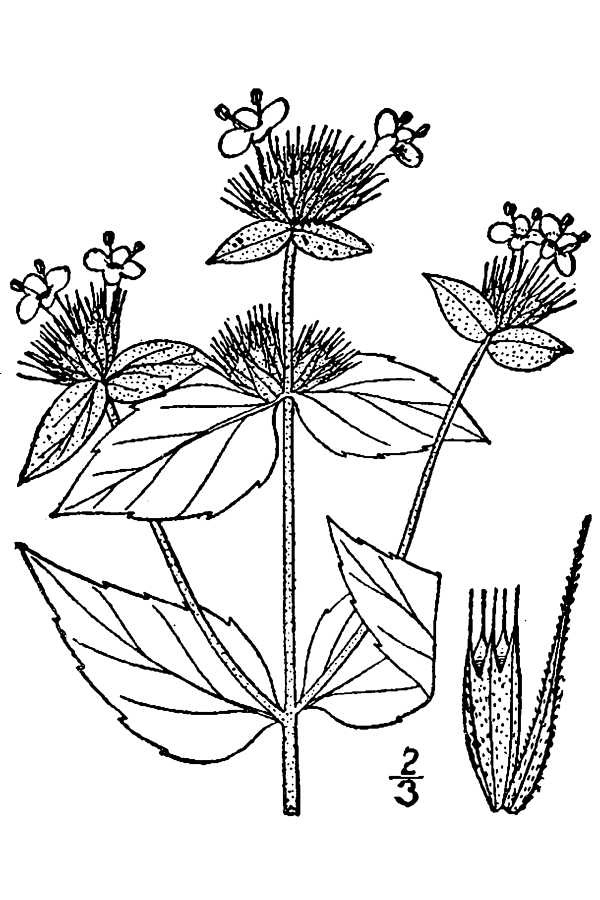